# Xilabela
Xilabela (AFI ʐilabela), Belaxila, Pelaxilla (AFI Pelaʐilla), Quetzalcoatl (AFI Ketsalkoatl), Coyolicaltzin (AFI koʝolikáltsin), fue reina de Zaachila (Teotzapotlan) después de su matrimonio con el rey Cocijoeza II en 1498.
Xilabela nació en la ciudad de México-Tenochtitlan con el nombre de Quetzalcoatl, fue hija del emperador azteca Ahuizotl, y hermana de Cuauhtémoc. Asimismo, fue madre de los príncipes Cocijopí II y Pinopiaa.

## Reina de Zaachila
Después del asedio infructuoso por parte de los mexicas a la ciudad zapoteca de Giengola en 1497 durante la guerra mexica-zapoteca, Ahuizotl propuso un tratado de paz a Cosiioeza en el que incluyó dar la mano de su hija Quetçalcoatl, Cosiioeza aceptó dicho tratado, convirtiéndose así Quetçalcoatl en la reina consorte de Zaachila. Posteriormente fue renombrada como Xilabela por los zapotecas. 
A pesar del tratado de paz, Ahuizotl no desistió en su deseo de apoderarse de Zaachila y en 1500 envió embajadores a este reino para comunicar a Xilabela que revelase donde se encontraban las armas del ejército zapoteca a fin de destruirlas durante un asalto sorpresa a Guiengola, dicho ataque sería efectuado cuando Cosiioeza otorgara permiso de tránsito por su reino a las tropas mexicas durante la campaña de expansión de éstos al Soconusco, sin embargo Xilabela comunicó las intenciones de su padre a Cosiioeza y éste previno el ataque ordenando a su ejército a que escoltase a las tropas mexicas durante el tránsito de éste por su reino.